# Шересталь, Жан-Мари
Жан-Мари Шересталь (фр. Jean Marie Chérestal; род. 18 июня 1947, Порт-Салют, Южный департамент, Гаити) — гаитянский политический и государственный деятель, премьер-министр Гаити (2 марта 2001 — 15 марта 2002), министр финансов и экономики Гаити (1995—1996), министр экспорта и международного сотрудничества (1991), министр сельского хозяйства, экономист.
Член левой партии Фанми Лавалас  (Национальный фронт за перемены и демократию). Был одним из ближайших соратников президента Жана-Бертрана Аристида. В 1991 году занимал пост министра экспорта и международного сотрудничества, с октября 1995 по март 1996 года работал министром финансов и экономики.
В 2001—2002 годах — премьер-министр Гаити.
Ушёл в отставку после вынесения ему вотума недоверия в результате обвинений в коррупции и некомпетентности, покупки дорогого имущества в качестве нового офиса премьер-министра. На должности премьера его сменил Ивон Нептюн.
Работал личным советником президента Жоселерма Привера.